# Stane Natlačen
Stane Natlačen, slovenski lokostrelec, * 4. april 1956, Postojna. 
Stane Natlačen je slovenski lokostrelec ter trener in ustanovitelj lokostrelskega kluba MINS Postojna. Postavil je svetovni rekord v kategoriji veterani ukrivljenem lok v disciplini 60m Round dne 15.5.2010 na tekmi v Mariboru. Ima 2 sinova (Andrej, Tomaž) in ženo(Vanda), ki so prav tako zelo uspešni lokostrelci na evropski in svetovni ravni.